# Torre dei Capocci
Torre dei Capocci (Capocci Tower) er et tårn på San Martino ai Monti-pladsen i Rom, Italien .
Torre dei Capocci og det overforstående Torre dei Graziani udgør en slags monumental indgang til toppen af bakken Esquilino . Tårnet blev bygget af Arcioni familien i det 12. århundrede og gik derefter til Capoccis, en adelig familie fra Viterbo . Disse rejste omkring tårnet et antal huse, som ikke længere findes, men som gjorde bygningen til en slags citadel. Tårnet, der er 36 meter højt, har en firkantet base med vinduer indrammet i travertin og består af syv etager, ud over stueetagen og terrassen. Terrassen er omkranset af en murstenbrystning, kantet af fem fulde bælter på hver side.
- Capocci Tower i Rom
- Capocci Tower i Rom

## Eksterne links
41°53′42″N 12°29′51″Ø / 41.8949°N 12.4976°Ø
- Roma Sparita - Torre dei Capocci